# Sultanat de Palembang
1675 – 7 octobre 1823

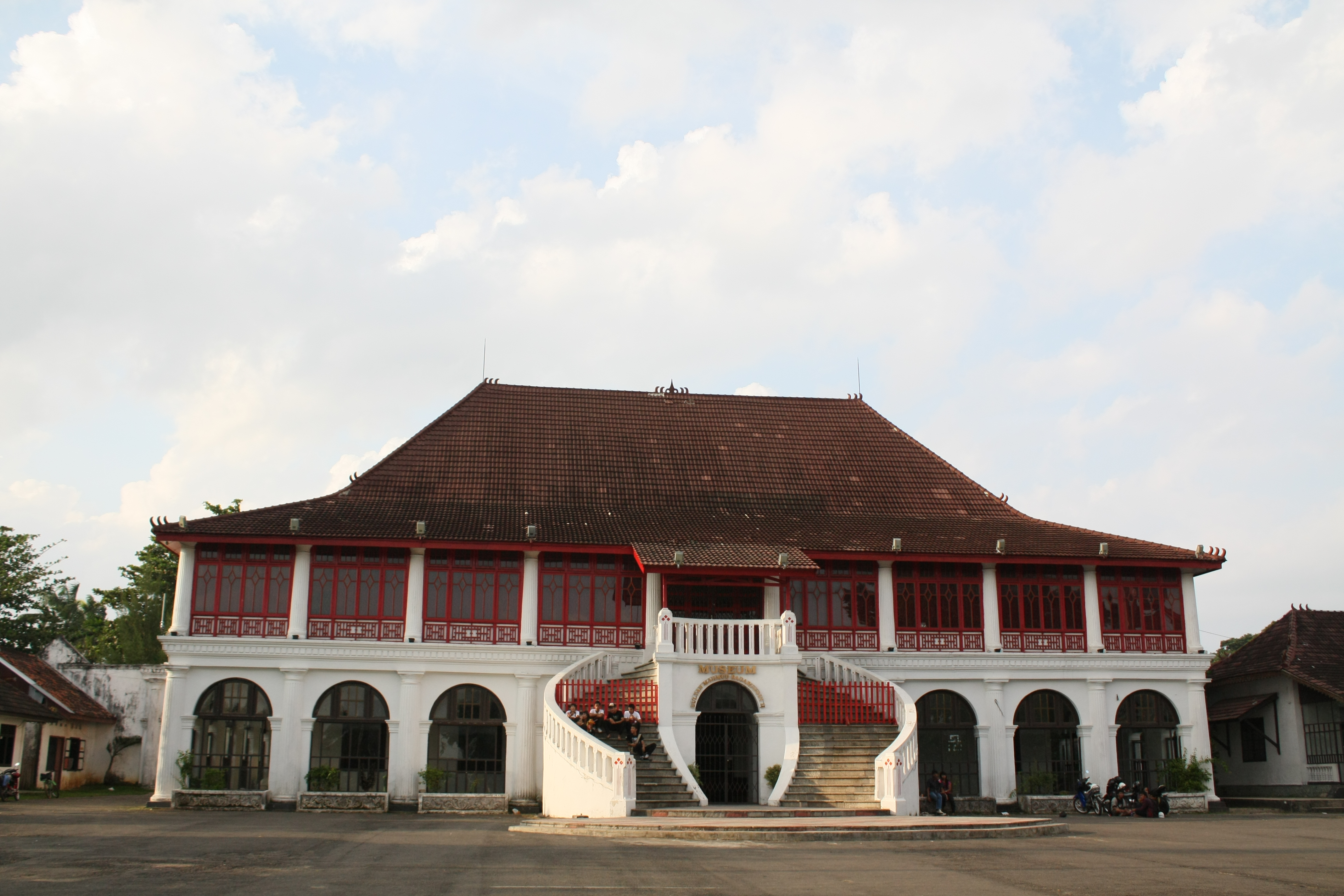
Le musée Sultan Mahmud Badaruddin II, ancien palais des sultans de Palembang

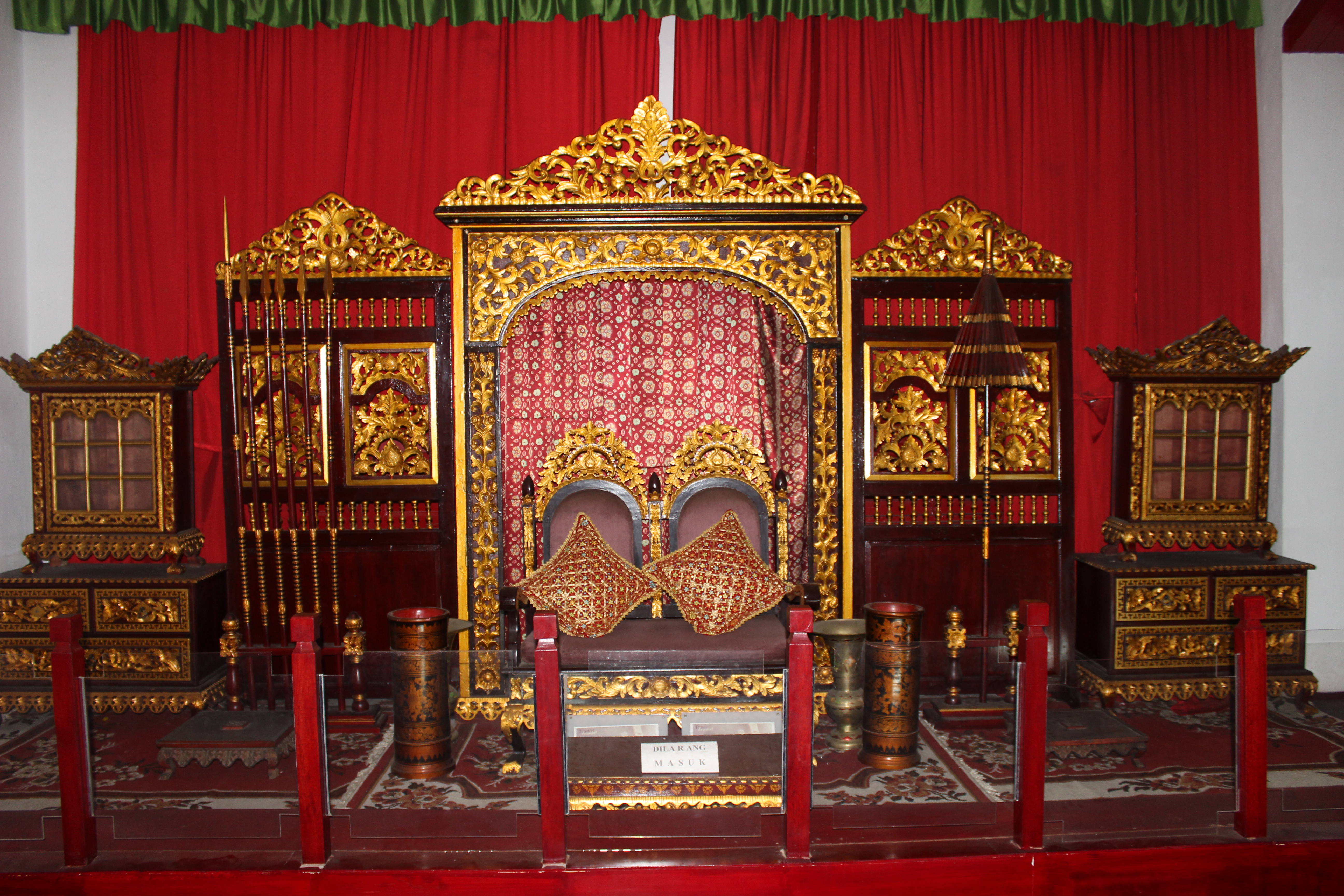
Le trône des sultans de Palembang

Le sultanat de Palembang Darussalam est un État princier d'Indonésie dont la capitale était la ville de Palembang dans le sud de l'île indonésienne de Sumatra. Il fut proclamé en 1675 par le sultan Abdurrahman (1659–1706) et dissous par le gouvernement colonial des Indes néerlandaises le 7 octobre 1823. En 1825 son dernier souverain, le sultan Ahmad Najamuddin, fut arrêté et envoyé en exil dans l'île de Banda Neira dans les Moluques.
L'actuel sultan en titre est Iskandar Mahmud Badaruddin, intronisé le 19 novembre 2006 au fort de Kuto Besak.

## Histoire
Le sultanat a pour origine le royaume de Beringin Janggut, dont le centre se trouvait dans la partie amont de Palembang, à l'emplacement de l'actuelle usine d'engrais de PT Pupuk Sriwijaya.
Selon la tradition, son fondateur est Ki Gede ing Suro, un noble de la cour de royaume de Demak à Java, qui se réfugie lors des troubles qui suivent la mort du sultan Trenggana. Sur la rive nord du fleuve Musi, il construit un fort, Kuto Gawang, dont les remparts de bois avaient près de 1 km de long et dépassaient les 7 mètres de hauteur. Sur l'autre rive s'étaient installés les communautés chinoise et portugaise.
En 1659, les Hollandais de la VOC (Compagnie néerlandaise des Indes orientales) prennent Kuto Gawang et le détruisent. Le susuhunan (roi) Abdurrahman déplace sa cour à Beringin Janggut.
Le sultan Muhammad Bahauddin (règne 1776-1803) fait construire le palais de Kuto Besak. En 1821, les Hollandais attaquent de nouveau Palembang et prennent la ville. Le sultanat est dissous et le fort de Kuto Tengkuruk rasé. Les Hollandais font construire à sa place une résidence administrative qui est aujourd'hui le musée Sultan Mahmud Badaruddin II.

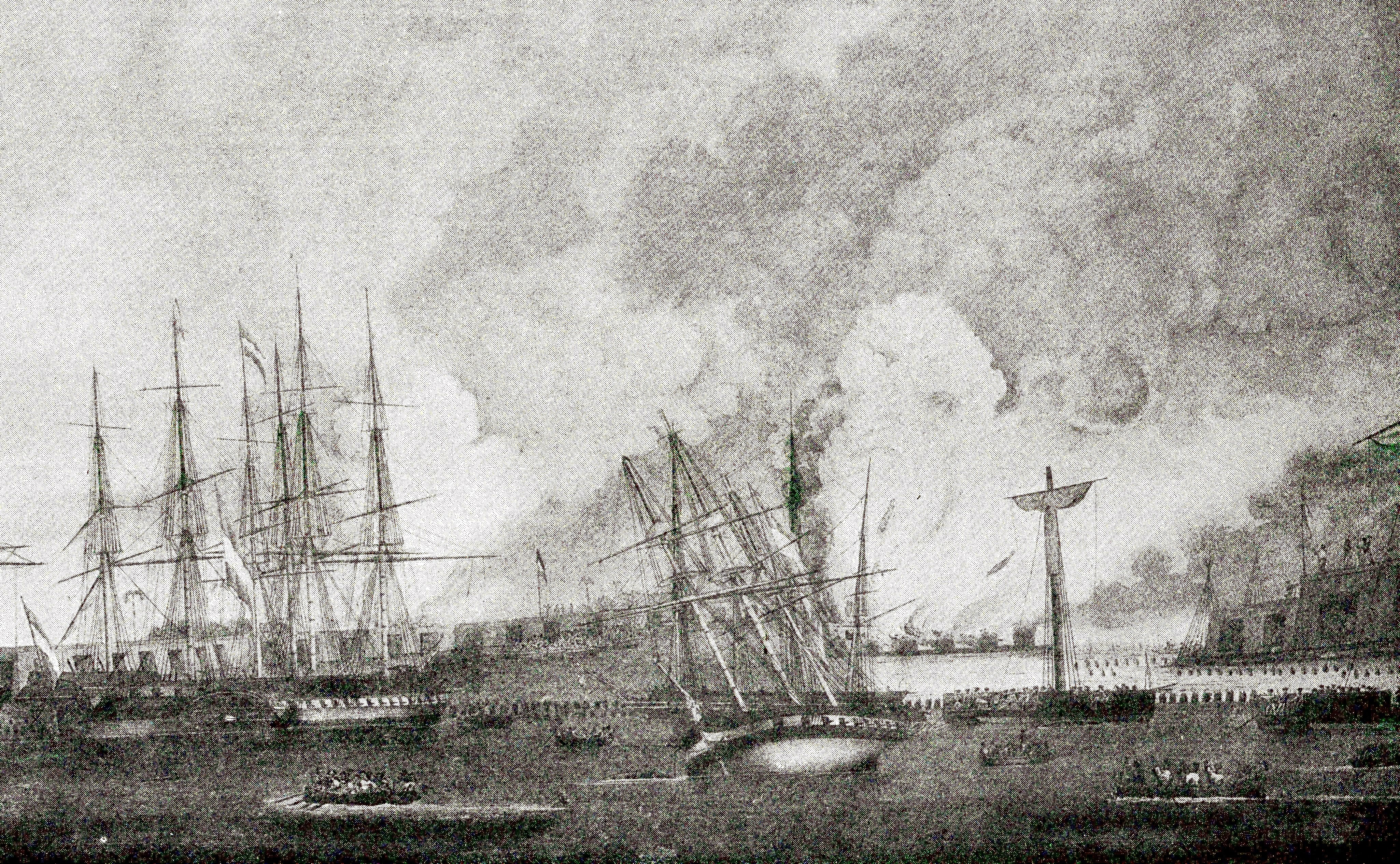
L'attaque de Palembang par les Hollandais en 1821

## Le sultanat aujourd'hui
En 2003, le Conseil de la communauté coutumière de Palembang a intronisé Raden Muhammad Syafei Prabu Diraja comme sultan de Palembang Darussalam avec le titre de Sultan Mahmud Badaruddin III. Le couronnement a eu lieu en la mosquée Lawang Kidul, près de la tombe du sultan Mahmud Badaruddin I (règne 1724-1756). 
Puis il l'était le 9 septembre 2017. Avant qu'il ne meure, RM. Fauwaz Diradja a été inauguré en tant que sultan de Palembang Darussalam avec le titre de sultan Mahmud Badaruddin IV Jayo Wikramo RM. Fauwaz Diradja. 
Le « Festival des cours royales d'Indonésie » de 2010 se tiendra à Palembang.

## Les sultans de Palembang
- Susuhunan Abdurrohman Khalifatul Syaidul Iman (1662-1706)
- Sultan Muhammad Muhammad (Ratu) Mansyur Jayo Ing Lago (1706-1718)
- Sultan Agung Komaruddin Sri Teruno (1718-1727)
- Sultan Mahmud Badaruddin I Jayo Wikromo (1727-1756)
- Susuhunan Ahmad Najamuddin I Adi Kusumo (1756-1774)
- Sultan Muhammad Bahauddin (1774-1803)
- Susuhunan Husin Dhiahuddin ou Sultan Najamuddin II (1812-1813)
- Sultan Ahmad Najamuddin III ou Pangeran Ratu (1819-1821)
- Sultan Ahmad Najamuddin IV ou Prabu Anom (1821-1823)
- Sultan Mahmud Badaruddin III (2006-2017)
- Sultan Mahmud Badaruddin IV (2017-...)